# 風間誠史
風間誠史（かざま せいし、1958年- ）は、日本の日本文学研究者。専門は日本近世文学。相模女子大学理事長。

## 来歴
東京都生まれ。東京都立大学人文学部国文科卒、同大学大学院人文科学研究科国文学専攻博士課程修了。1998年「近世和文の世界 蒿蹊・綾足・秋成」で博士（文学）。定時制高校教諭を経て、1993年相模女子大学短期大学部国文科講師、助教授、相模女子大学教授、2015年、相模女子大・同短期大学学長。2021年、学校法人相模女子大学理事長。

## 著書
- 『近世和文の世界 蒿蹊・綾足・秋成』森話社、1998.6
- 『賢者の石愚者の水』いしずえ、2002.7
- 『春雨物語という思想』森話社、2011.7
- 『近世小説を批評する』森話社、2018.1

### 校訂
- 『伴蒿蹊集』（叢書江戸文庫）国書刊行会、1993.2
- 『多田南嶺集』（叢書江戸文庫） 国書刊行会、1997.5

## 論文
- ＜風間誠史